# Musée diocésain de Namur
Le musée diocésain de Namur (avec le Trésor de la cathédrale Saint-Aubain), rassemble en Belgique une collection d’objets religieux, anciens et de grande valeur artistique, ayant servi au culte dans diverses paroisses du diocèse de Namur. Sis au 1 place du chapitre, à Namur, et ouvert en 1905, le musée est installé dans une ancienne maison canoniale de Saint-Aubain.

## Histoire
Le diocèse de Namur suivit le mouvement de prise de conscience né durant la seconde moitié du XIXe siècle en Allemagne, et se répandant aux Pays-Bas. Les autorités diocésaines prennent conscience de la grande valeur artistique et patrimoniale des nombreux objets de culte, ou mobilier d’église présents dans une multitude d’églises et chapelles, parfois dans des villages reculés et peu connus. Aucun inventaire n’en était fait.
Le chanoine Sosson qui à la fin du xixe siècle accompagne l’évêque de Namur dans ses tournées pastorales découvre beaucoup de ces œuvres de grande valeur artistique, inutilisés et relégués au fond d’armoires de sacristie. Il en ramène plusieurs avec lui au séminaire. Sur sa suggestion l’évêque de Namur, Édouard-Joseph Belin, fonde en 1896 la ‘Société diocésaine d’art chrétien’. Avec l’appui du clergé une première exposition de ce qui fut rassemblé est organisée au séminaire diocésain.

Couronne-reliquaire des saintes épines (XIIIe siècle)

La collection du chanoine Sosson prenant de l’ampleur, elle est déménagée, en 1900, du séminaire et entreposée dans les combles de la cathédrale, en attendant mieux... Le 8 mars 1904 un musée est formellement créé, et une salle d’exposition est bâtie dans le jardin de la maison immédiatement adjacente à la cathédrale, qui était la demeure du chanoine-sacristain. Il est ouvert le 3 avril 1905. À la collection du chanoine Sosson est jointe le ‘Trésor de la cathédrale’ de Namur, un riche ensemble de pièces d’orfèvrerie généralement liées au culte liturgique et à la vénération de reliques de saints et œuvres d’artistes reconnus.

## Quelques pièces notables du musée
Outre les pyxides, calices, statues et statuettes polychromes, encensoirs, goupillons, vêtements liturgiques et autres objets venant des lieux de culte du diocèse de Namur, on y trouve plusieurs chefs-d’œuvre d’art mosan, provenant principalement du Trésor de la cathédrale de Namur :
- Une petite châsse, reliquaire portatif mérovingien provenant d’Andenne (VIIIe siècle).
- un autel portatif, datant du XIIe siècle, avec 18 scènes en ivoire de la vie du Christ
- Une croix-reliquaire sur pied, à double barre transversale, contenant un fragment de la croix du Christ.
- Une couronne-reliquaire des deux saintes épines du XIIIe siècle, œuvre d’orfèvrerie mosane, avec son écrin de cuir sur bois. La couronne contient des saintes épines reçues par Philippe le Noble, marquis de Namur.
- Une statuette-reliquaire de saint Blaise, en vermeil, datant de la fin du XIIIe siècle, et provenant de l’ancienne église Saint-Pierre-au-château de la citadelle de Namur.
- Un bras-reliquaire de saint Adrien, attribuée à Hugo d'Oignies, orfèvre mosan (1238).
- Une ‘Vierge en majesté’ de Cens, du XVIIIe siècle.
- Un ‘bonnet de saint Pierre’ qui est une coiffe épiscopale copte du VIIe siècle, en cuir avec or et argent.
- Une pyxide de saint Aubain

## Source
- André Lanotte, Le musée diocésain et le trésor de la cathédrale Saint-Aubain de Namur, dans Musées de Namur, Crédit communal, Bruxelles, pp. 28–43.